# Дауал
Дауа́л (каз. Дауал) — село у складі Зайсанського району Східноказахстанської області Казахстану. Входить до складу Карабулацького сільського округу.
Населення — 1 особа (2021; 38 у 2009, 35 у 1999, 195 у 1989).
Національний склад станом на 1989 рік:
- казахи — 100 %